# Carlo de Leeuw
Carlo de Leeuw (Roterdã, 12 de dezembro de 1960 – Valkenswaard, 13 de fevereiro de 2020) foi um futebolista neerlandês.

## Carreira nos clubes
Um talentoso atacante, De Leeuw entrou na categoria de base do clube da cidade natal, o Feyenoord, e fez sua estreia profissional contra o Excelsior em 23 de setembro de 1979. Venceu um pênalti e marcou um de seus gols na final da Copa dos Países Baixos de 1980 contra o eterno rival Ajax. Depois de quatro anos, juntou-se ao rival da cidade Excelsior, pelo qual tinha dois feitiços diferentes. Estreou para o clube em 22 de agosto de 1982 contra o seu antigo clube, o Feyenoord. Marcou 25 gols em 184 jogos da liga e da copa pelo Cambuur entre 1983 e 1989 e foi eleito o melhor meio-campista de todos os tempos em Cambuur em 2007. Jogou outros 88 jogos pelo FC Eindhoven entre 1989 e 1993 e teve uma temporada no FC Volendam, para o qual disputou 22 partidas na temporada 1991-1992.
Depois de ser liberado pelo Eindhoven, encantou-se com o amador Witgoor Dessel, na Bélgica.

## Carreira internacional
Jogou 7 jogos pela Seleção Neerlandesa Sub-19, marcando 2 gols, entre julho de 1978 e abril de 1979.

## Anos depois
Depois de aposentar-se como jogador, tornou-se o técnico do Feyenoord e da seleção nacional em 2002.

## Vida pessoal
No verão de 2019, de Leeuw foi diagnosticado com câncer de boca e morreu em 13 de fevereiro de 2020. Deixou sua esposa Charlotte e suas duas filhas.

## Títulos
- Copa dos Países Baixos: 1
  - 1980